# Аксёнов, Пётр Николаевич
Пётр Николаевич Аксёнов (25 августа 1946, Павловское, Рязанская область — 4 ноября 2022, Москва) — российский государственный деятель. Глава Комплекса городского хозяйства Москвы — первый заместитель Мэра Москвы (2002—2007). Префект Южного административного округа (2000—2002) и Юго-Западного административного округа (1993—2000) Москвы. Заслуженный строитель Российской Федерации (1996), доктор экономических наук (2006).

## Биография
Родился 25 августа 1946 года в селе Павловское Лебедянского района (ныне — Липецкой области). Отец — Николай Кузьмич Аксёнов (род. 21 мая 1911 года), механизатор широкого профиля, участник Великой Отечественной войны (пехотинец), мать — Александра Антоновна Аксёнова (в девичестве Дорошина, род. 11 ноября 1911 года), колхозница.
Умер 4 ноября 2022 года в Москве.

## Образование
В детстве интересовался химией и книгами. После школы подавал документы в Ленинградский химико-технологический институт, но не прошёл по конкурсу, поступив в итоге в ПТУ города Лебедянь. Совмещая учёбу с работой каменщика, окончил вечерний строительный техникум. В 1977 году окончил Всесоюзный заочный инженерно-строительный институт по специальности «Промышленное и гражданское строительство».
Кандидат экономических наук. Защитил в 1997 году кандидатскую диссертацию на тему «Управление социально-экономическими преобразованиями в региональных системах». Диссертация на соискание учёной степени доктора экономических наук — на тему «Формирование региональной системы управления жилищно-коммунальным комплексом в процессе его реформирования» (2006 год).

## Карьера строителя
С 1965 года работал каменщиком в строительном управлении № 76 треста «Мосстрой», в том же году призван армию, три года служил на западе УССР в ракетных войсках. В 1968 году после увольнения запас перешёл в Ремстройтрест Советского района Москвы, где проработал всего более 18 лет. Работал паркетчиком, мастером и инженером, в 1973 году назначен главным инженером треста. Участвовал в строительстве зданий социальной сферы (детские сады, физкультурно-оздоровительные комплексы и т. д.) в Советском районе, а также в Ленино-Дачном, Орехово-Борисово, Коньково, Чертаново, Бирюлёво. С 1978 года — управляющий Ремстройтрестом.

## Политическая карьера

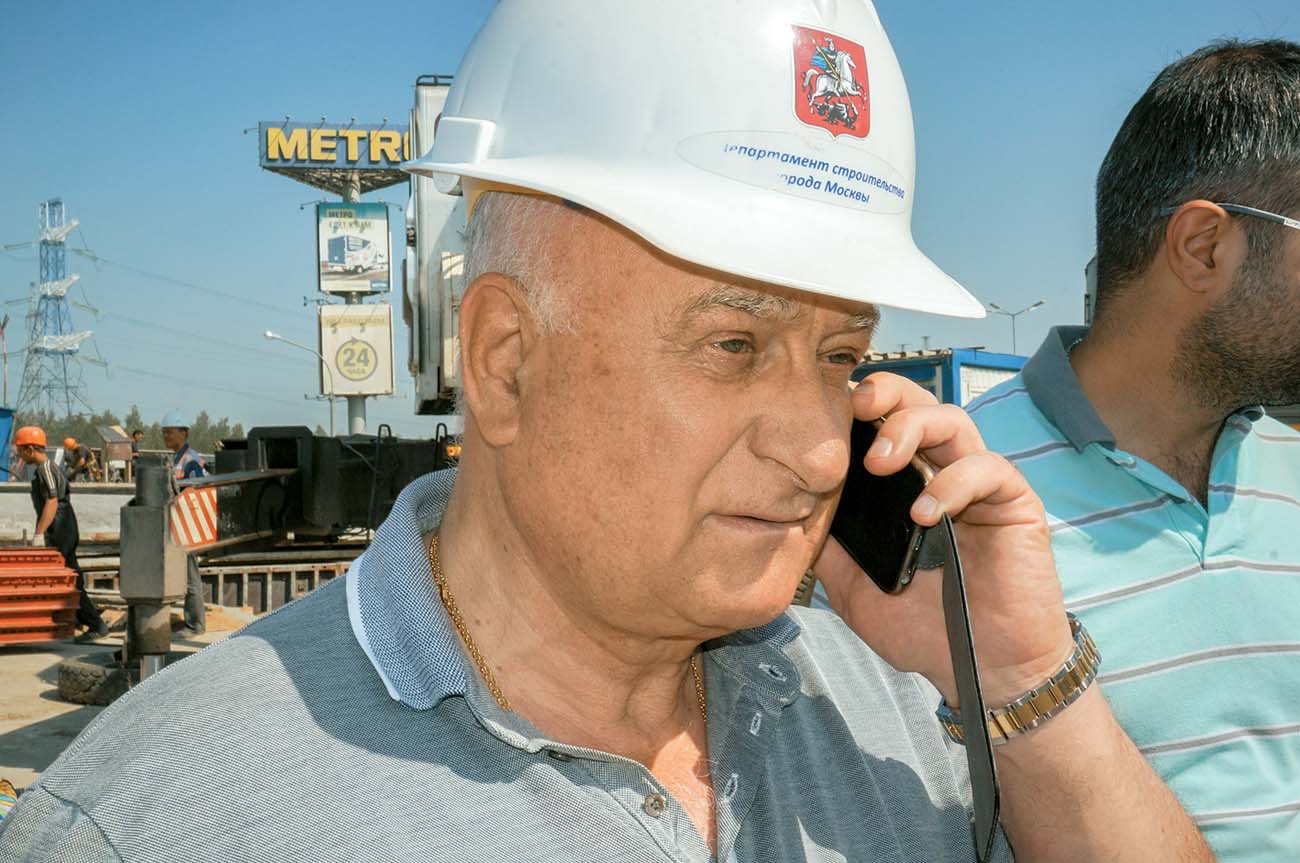
Аксёнов на строительном объекте

В 1986 году Аксёнову предложили пост заместителя председателя исполкома Советского района. В сентябре 1990 года Аксёнов участвовал в выборах председателя исполкома Советского райсовета, выиграв их во втором туре (председателем же Советского райсовета, тогда по закону избиравшего предисполкома, была О. А. Бектабегова (с июня того же года)). В августе 1991 года исполком райсовета был распущен, а Пётр Аксёнов назначен заместителем префекта Юго-Западного административного округа Москвы, затем (октябрь 1991 года) став префектом и войдя в состав Правительства Москвы. Участвовал в реконструкции устаревшего пятиэтажного жилого фонда («хрущёвок»), заключавшейся в сносе старых зданий и строительстве новых (осуществлялось за счёт внебюджетных средств). В 1994 году по инициативе Аксёнова в ЮЗАО началось строительство 12 оздоровительных центров (в том числе бронхо-лёгочного санатория, открытого в 1999 году).
С 2000 года занимал следующие должности:
- 2000—2002 — префект Южного административного округа Москвы;
- 2002—2007 — глава Комплекса городского хозяйства Москвы, первый заместитель Мэра Москвы;
- 2007—2008 — первый заместитель руководителя Департамента градостроительной политики и реконструкции города Москвы;
- 2008—2011 — первый заместитель Департамента дорожно-мостового и инженерного строительства города Москвы;
- 2011—2022 — первый заместитель руководителя Департамента строительства города Москвы.

## Личная жизнь
С 1968 года состоял в браке с Софией Ярославовной. Сын — Владислав, дочь — Елена. Увлечения — театр и концертные залы, классическая музыка и историческая литература. Также занимался лёгкой атлетикой, лыжами и самбо.

## Звания, награды, чины
Ордена и медали России и СССР
- Орден «За заслуги перед Отечеством» IV степени (22 мая 2014 года) — За достигнутые трудовые успехи, значительный вклад в социально-экономическое развитие Российской Федерации[9]
- Орден Александра Невского (27 декабря 2018 года) — за большой вклад в подготовку и проведение чемпионата мира по футболу FIFA 2018 года[10]
- Орден Почёта (2006)[8]
- Орден Дружбы народов (1993)[2]
- Орден «Знак Почёта» (1980, за строительство Олимпийских объектов)[2]
- Юбилейная медаль «300 лет Российскому флоту» (1996)[8]
- Медаль «В память 850-летия Москвы» (1997)[2]
- Медаль «В память 1000-летия Казани» (2005)[8]
- Медаль «За отличие в ликвидации последствий чрезвычайной ситуации» (2007)[8]

Почётные грамоты и благодарности
- Почётная грамота Президента Российской Федерации «За большой вклад в реализацию проекта реконструкции и развития Московского центрального кольца» (7 апреля 2017)[11]
- Благодарность Президента Российской Федерации (1997)[8]
- Почётная грамота Правительства Российской Федерации (1999)[8]
- Благодарность Министра транспорта Российской Федерации (2012)[8]
- Почётная грамота Правительства Москвы (2018)[8]

Нагрудные знаки и знаки отличия
- Нагрудный знак «За отличие в службе» внутренних войск МВД России II степени (1996)[8]
- Нагрудный знак «Почётный строитель города Москвы» (1998)[2]
- Нагрудный знак Губернатора Московской области «За полезное» (2006)[8]
- Знак отличия «За безупречную службу городу Москве», XL лет (2012)[8]
- Знак отличия «За заслуги перед Москвой» (2013)[8]
- Почетный знак Министерства строительства и жилищно-коммунального хозяйства Российской Федерации (2019)[8]
- Знак «За заслуги в развитии ОАО „Российские железные дороги“» I степени (2020)[8]

Почётные звания
- Почётное звание «Заслуженный строитель Российской Федерации» (1996)[2]

Конфессиональные и частные награды
- Полный кавалер ордена Русской православной церкви преподобного Сергия Радонежского[источник не указан 1264 дня]
  - Орден II степени (2004)[12]
- Орден святого благоверного князя Даниила Московского II степени (2016) — во внимание к вкладу в строительство и восстановление храмов г. Москвы и в связи с 70-летием со дня рождения[13]
- Орденская медаль Витте «За выдающиеся заслуги перед народами» (2006)[8]
- Орденская медаль Леонардо да Винчи «За выдающиеся заслуги перед народами» (2006)[8]
- Медаль «Русская земля» общественного движения «Россия Православная» (2008)[8]
- «Почётный знак московского Сретенского монастыря» (2017[8], за строительство храма Воскресения Христова и Новомучеников и исповедников Церкви Русской в московском Сретенском монастыре)

Почётные учёные звания
- Почётный профессор Московского юридического института МВД РФ[2]
- Академик Российской экологической академии[2]
- Действительный член РАЕН[8]